# 天主教鲁伊巴尔博萨教区
天主教鲁伊巴尔博萨教區（拉丁語：Dioecesis Ruibarbosensis）是巴西一個天主教教區，位於巴伊亞州中部。教區屬費拉迪聖安娜總教區。
教區於1959年11月14日成立，2010年時有357,000名教友，佔總人口80.2%。教區有廿三個堂區和司鐸廿六人。
現任教區主教為埃斯特瓦姆·多斯-桑托斯-西爾瓦-菲爾奧，榮休主教為安德肋·德維特。